# Зайцев, Василий Иванович (лейтенант)
Василий Иванович Зайцев (22 декабря 1918 — 18 июля 1944) — командир танкового взвода, Герой Советского Союза (1945, посмертно).

## Биография
Василий Иванович Зайцев родился 22 декабря 1918 в деревне Скрябино ныне Рамешковского района Тверской области в семье крестьянина. Русский. Член КПСС с 1943. В 1934 году окончил Скрябинскую неполную среднюю школу. Работал заведующим складом в колхозе «Нива» города Калинин.
5 ноября 1938 года призван в ряды Красной Армии и зачислен курсантом в воинскую часть № 6041. В 1939 году окончил полковую школу механиков-водителей в городе Рязань, 6 мая 1939 года назначен командиром танка 306-го танкового полка. Участвовал в Польском походе Красной армии 1939 года. 4 марта 1940 года переведён на туже должность в 46-й танковый полк.
Участник Великой Отечественной войны с 27 июля 1941 года в составе 107-го танкового батальона при 108-й стрелковой дивизии. При обороне Смоленска будучи механиком-водителем танка Т-34 раздавил три машины с войсками противника, там же командуя танком Т-34, из танкового пулемёта сбил немецкий бомбардировщик Юнкерс, за что получил от командования дивизии благодарность. 29 августа 1941 года был ранен осколком в правую ногу на Смоленском направлении. После лечения в госпитале продолжил службу в должности командира взвода батареи противотанковой обороны отдельного батальона охраны штаба Брянского фронта. В 1944 году, после неоднократных просьб, был направлен в бронетанковые войска.
Командир взвода танков Т-34 1-го танкового батальона 29-й гвардейской танковой бригады 3-й ударной армии 2-го Прибалтийского фронта гвардии лейтенант 3айцев в начале июля 1944 со взводом занял деревню Красное (Пустошкинский район Псковской области). В бою расчёт его машины уничтожил вражеское орудие и поджёг САУ «Фердинанд». 18 июля 1944 года, идя головным в группе из трёх танков, подавил огонь батареи, первым достиг местечка Гручи (Латвия) и уничтожил штаб немецкого пехотного полка. Подоспевшие пехотинцы завершили захват штаба. Зайцев же вёл танкистов дальше, овладевая одной улицей за другой. Яростно сопротивлявшимся немцам удалось подбить командирскую машину. Она загорелась. Но танкисты не покинули боевых мест, продолжая бой, пока танк не взорвался.
Указом Президиума Верховного Совета СССР от 24 марта 1945 года за образцовое выполнение боевых заданий Командования на фронте борьбы с немецкими захватчиками и проявленные при этом отвагу и геройство гвардии лейтенанту Зайцеву Василию Ивановичу присвоено звание Героя Советского Союза.

## Награды
- Герой Советского Союза (24 марта 1945, медаль «Золотая Звезда»)[3];
- орден Ленина (24 марта 1945)[3];
- медаль «За отвагу» (2 октября 1943)[2].

## Воинские звания
- лейтенант (3.09.1942)[1].

## Память
Был увековечен в монументе Героям в городе Лудза. Именем Героя были названы улица в городе Лудза и начальная школа в Калининском районе.

Установлена памятная плита на братском захоронении в с. Ведное, центре сельского поселения, в которое ныне входит родная деревня Героя. 